# Storia dell'Arma dei Carabinieri
La storia dell'Arma dei Carabinieri si riferisce alla storia dell'omonimo corpo militare italiano, fondato il 13 luglio del 1814 nel Regno di Sardegna.
Dopo l'unità d'Italia entrò a far parte delle forze armate italiane del Regno d'Italia prima e della Repubblica Italiana poi.

## Le "Regie Patenti" del 1814 e la creazione

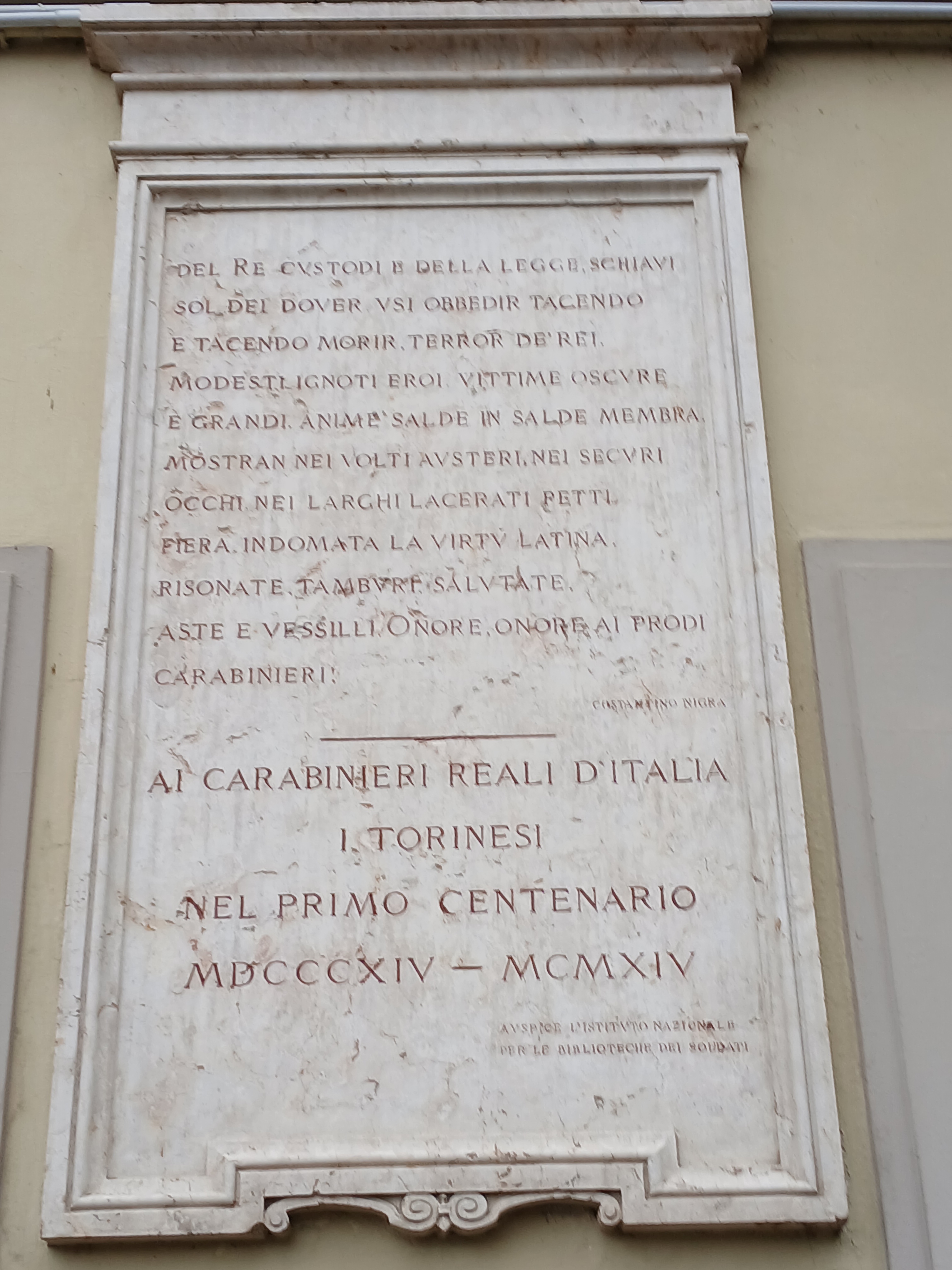
Targa commemorativa del centenario della creazione, piazza Carlo Emanuele

Vittorio Emanuele I di Savoia, al termine dell'esilio vissuto a Cagliari all'inizio del XIX secolo, pensò alla creazione di un nuovo corpo militare così, dopo il suo rientro a Torino, il 20 maggio 1814 come re di Sardegna che prendeva possesso degli "Stati di Terraferma", fu, nel quadro dell'organizzazione dell'Esercito, quella di porre allo studio la costituzione di un corpo di truppe per garantire la sicurezza pubblica, resa precaria dagli avvenimenti succedutisi negli ultimi tempi.
A tale scopo, la Segreteria di Guerra affidò al capitano reggente di Pinerolo Luigi Prunotti la compilazione di uno schema dal titolo "Progetto di istituzione di un corpo militare pel mantenimento del buon ordine", che venne da lui approntato nei primi giorni del giugno 1814.
Nel frattempo la tutela dell'ordine pubblico era stata provvisoriamente affidata, già dal 24 maggio, ai componenti piemontesi della disciolta Gendarmeria Francese rimasti in Piemonte.
Il progetto del Prunotti venne elaborato ed integrato da una commissione, che in data 16 giugno successivo presentò un "Progetto d'istruzione provvisoria per il corpo de' Carabinieri Reali" avente come sottotitolo "funzioni ordinarie dei Carabinieri Reali, servizio giornaliero delle Brigate a piedi, ed a cavallo in che egli consiste, come dev'essere comandato ed eseguito" e firmato, questa volta, da quel Francesco David, che il 2 agosto 1791 aveva formato, e comandato, il Corpo militare della polizia delle provincie di Novara, Vigevano e Lomellina su ordine di Vittorio Amedeo III.
A tale commissione va quindi attribuito il merito di proporre la denominazione di Carabinieri per i componenti il costituendo corpo, che il progetto Prunotti aveva indicato genericamente come "militari" o come "soldati". È però da avvertire che il termine carabiniere esisteva già nelle milizie piemontesi nel senso etimologico di "portatore di carabina" prima di servire a designare esclusivamente i militari del nuovo corpo.
Con le Regie Patenti del 13 luglio 1814, integrate con altre emanate il 15 ottobre 1816, il Re di Sardegna Vittorio Emanuele I di Savoia istituì il Corpo dei Reali Carabinieri, un corpo armato che, adottando il modello di organizzazione territoriale della Gendarmerie nationale francese, aveva compiti sia civili (ordine pubblico e polizia giudiziaria) che militari (difesa della Patria e polizia militare). Gli ufficiali furono scelti per la gran parte dall'Arma di cavalleria, la più prestigiosa dell'esercito sabaudo, e vennero considerati un corpo d'elite; dal punto di vista militare si trattava invece di un corpo di fanteria leggera, così detto dall'arma d'ordinanza adottata, la carabina. Il primo comandante in capo del Corpo fu il Generale d'Armata Giuseppe Thaon di Revel di Sant'Andrea, nominato il 13 agosto 1814 con le funzioni di presidente capo del Buongoverno.
Il 23 aprile 1815, quindi appena 9 mesi dopo la loro istituzione, perì in servizio il primo di una lunga lista di Carabinieri: Giovanni Boccaccio fu ucciso a Vernante (Cuneo) con un colpo di fucile da un pericoloso fuorilegge evaso dal carcere di Cuneo, Stefano Rosso, detto "il Sardo". Il 25 giugno 1815 con decreto del re Vittorio Emanuele I vennero adottati i colori del pennacchio (lo scarlatto e il turchino).
Il nuovo corpo fu impegnato sul campo per la prima volta nella battaglia di Grenoble, durante l'ultima campagna militare contro Napoleone Bonaparte. Il 6 luglio 1815 un loro squadrone di cavalleria caricò le truppe francesi per il possesso di una piazzaforte alla periferia di Grenoble, mettendole in rotta e contribuendo alla vittoria.
In quella battaglia si distinse Gerolamo Cavasola, ed il valore dei carabinieri fu dichiarato "maggiore di ogni elogio".

## Il ruolo per l'unità d'Italia

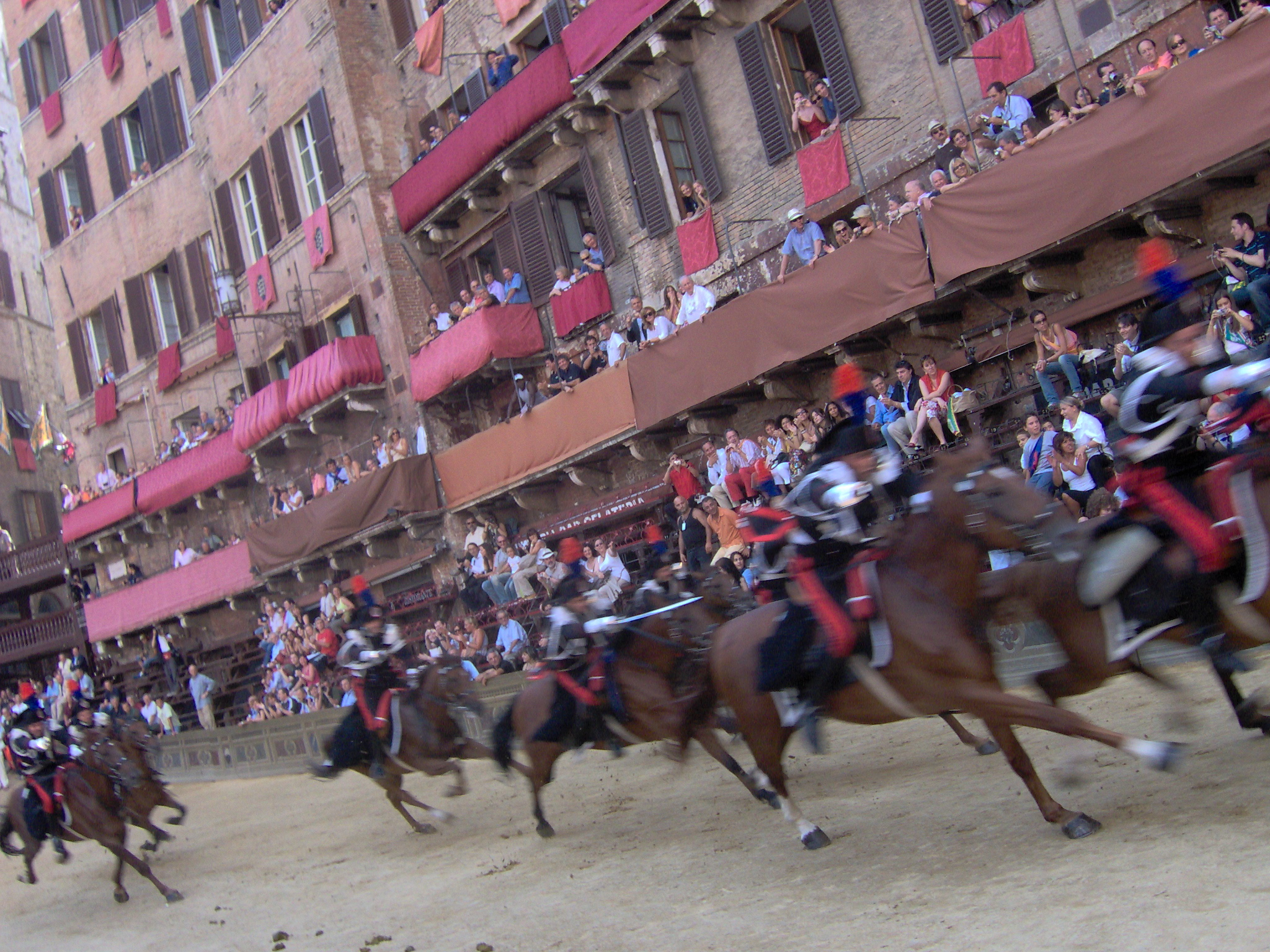
La carica dei carabinieri a cavallo apre il corteo storico in piazza del Campo a Siena

Nella seconda metà del XIX secolo il Regno di Sardegna giocò un ruolo di primo piano nell'unità d'Italia; durante il Risorgimento tra gli episodi più famosi che videro l'impegno del Corpo ci fu l'invasione della Savoia del 3 febbraio 1834 da parte di un gruppo di fuoriusciti italiani finanziati da Giuseppe Mazzini reduci dei moti del 1821. Questi catturarono il carabiniere a cavallo Giovanni Battista Scapaccino e poi lo uccisero perché si rifiutò di unirsi a loro con il gesto simbolico di gridare "Viva la Repubblica!", preferendo tener fede fino in fondo al giuramento fatto al Re. Alla sua memoria fu conferita una medaglia d'oro al valor militare, la prima in assoluto ad essere registrata sull'albo d'onore dell'Armata Sarda.
In quegli anni le guerre si susseguirono alle guerre e per le riconosciute prove di fedeltà ed efficienza già dimostrate, i Carabinieri, oltre alle funzioni informative e di polizia militare, furono scelti per assicurare la protezione del Re sui campi di battaglia. Proprio nello svolgimento di questo delicatissimo compito, il 30 aprile 1848 a Pastrengo, durante la prima guerra d'indipendenza, i carabinieri diedero prova di coraggio con la famosa carica: quando il maggiore Alessandro Negri di Sanfront, comandante dei tre squadroni a cavallo di scorta, si accorse che gli austriaci si stavano pericolosamente avvicinando alla postazione occupata dal Re, ordinò una carica (a cui partecipò il re stesso), respingendoli. Questo episodiò contribuì in modo determinante al combattimento di quella giornata. La guerra fu persa, ma la successiva partecipazione alla guerra di Crimea riuscì a dare un peso internazionale al Regno di Sardegna. Si combatté, poi, la seconda guerra d'indipendenza, seguita dall'annessione dei piccoli regni in cui l'Italia settentrionale era divisa e dalla spedizione dei Mille e la conquista del centro-sud.
In tutte queste vicende i carabinieri furono sempre protagonisti in qualità di soldati, svolgendo compiti di scorta, di polizia militare, di intelligence, combattendo in prima linea ed adempiendo diversi compiti, tra cui gli arresti di Garibaldi nel 1867.
Per quanto riguarda la sicurezza pubblica, durante il processo di unificazione, onde evitare l'impressione di un'occupazione si attuò un'accorta politica dei piccoli passi: man mano che un nuovo Stato cadeva vi si istituiva un Corpo di carabinieri locale arruolando una parte dei tutori dell'ordine che già vi operavano, come ad esempio Corpo di carabinieri della Toscana.

## La repressione del brigantaggio ed il colonialismo italiano
Nel 1861 l'unità politica era largamente conseguita (Veneto e Stato della Chiesa a parte), e si riunificò anche formalmente la struttura militare e di pubblica sicurezza: il 4 maggio quando l'Armata Sarda divenne Regio Esercito, i diversi corpi costituiti sul modello dei carabinieri confluirono nell'Arma dei Carabinieri Reali che ne divenne la Prima Arma..
In quegli anni i carabinieri si trovarono impegnati soprattutto nel contrastare i briganti, un fenomeno a metà tra il malavitoso e la lotta contro le nuove istituzioni, particolarmente diffuso nei territori che erano stati del Regno delle Due Sicilie, del Granducato di Toscana e della stessa Sardegna. Tra le altre spicca la figura del capitano dei carabinieri Chiaffredo Bergia che per i suoi successi, raggiunti con operazioni solitarie svolte per lo più sotto copertura, si meritò una croce di cavaliere dell'ordine militare d'Italia, una medaglia d'oro, tre d'argento e due di bronzo al valor militare, 15 encomi ed innumerevoli menzioni solenni.
Nonostante l'esito sfavorevole della terza guerra di indipendenza italiana, si riuscì a completare anche l'unificazione con l'annessione del Veneto (1866) e Roma con il Lazio (1870) con i carabinieri accanto ai Bersaglieri durante la Breccia di Porta Pia.
Negli anni che precedettero la prima guerra mondiale l'Arma continuò a dividersi tra compiti militari e civili, in patria ed anche all'estero. Nel 1872 in Eritrea si svolse la loro prima missione fuori dai confini durante la avventura coloniale italiana. Proprio nella Colonia eritrea vennero costituiti nel 1888 gli zaptié, i carabinieri indigeni, poi reclutati in tutte le colonie italiane. Di quegli anni è anche la prima missione di peace-keeping (Creta, 1897-1906). 

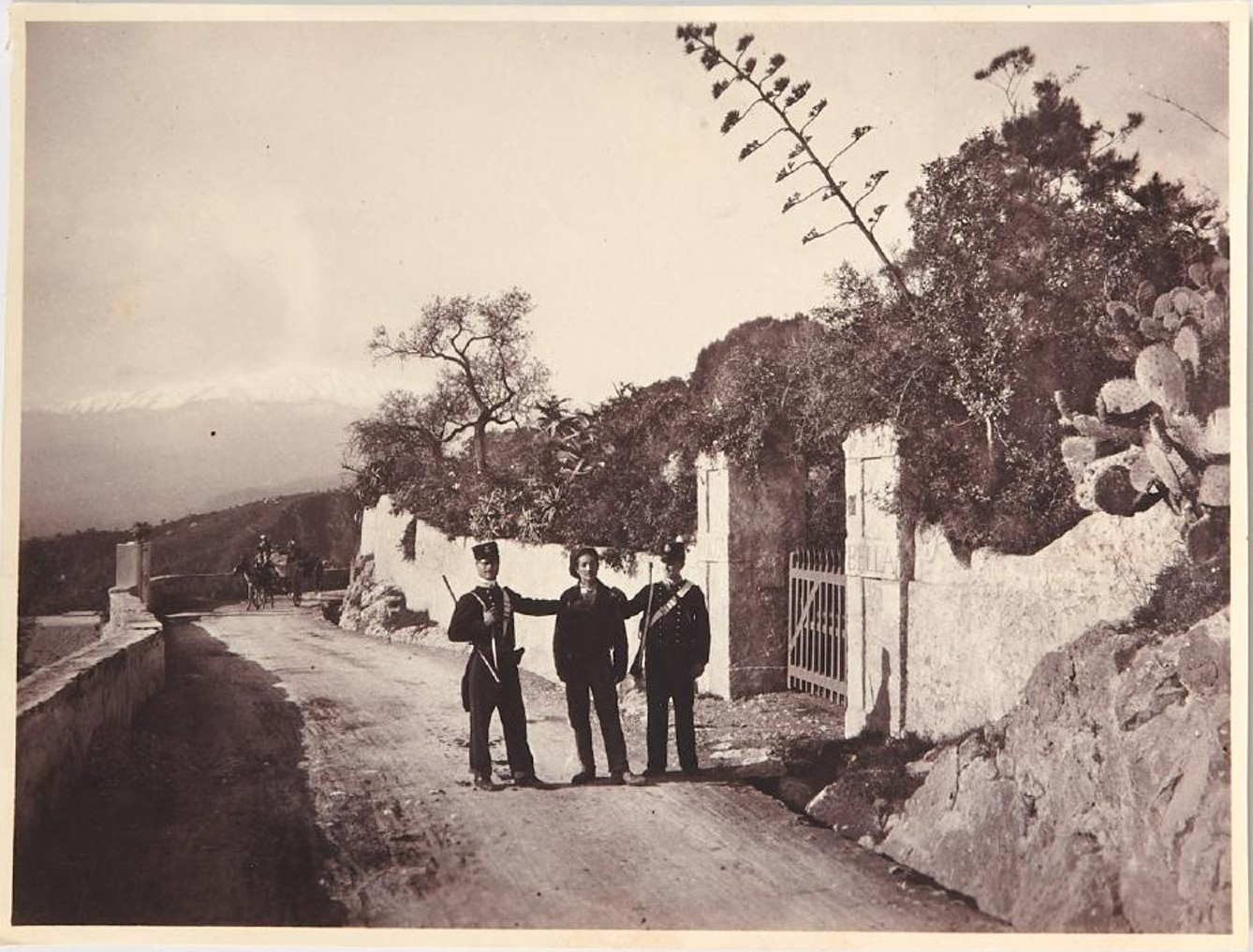
Due carabinieri a Taormina ai primi del '900

In Italia si distinsero soprattutto per il soccorso alle vittime del terremoto che colpì lo stretto di Messina nel 1908: in quell'occasione l'Arma fu definitivamente appellata Benemerita, aggettivo associato a loro per primo dal deputato Soldi già nel 1864.
Tra gli altri eventi da ricordare di questo periodo ci sono:
- l'istituzione della Banda dell'Arma dei Carabinieri Reali (1862)[30]
- l'istituzione dei Carabinieri Guardie del Re (1870) poi Carabinieri Guardie del Presidente della Repubblica (meglio noti come corazzieri)
- la fondazione dei primi giornali che trattavano la vita dell'Arma:
  - Il Carabiniere (1873)
  - Il Monitore dei Carabinieri Reali (1887)
  - L'Album del Carabiniere Reale (1887)
- la nascita, il 1º marzo 1886, dell'Associazione di mutuo soccorso dei carabinieri reali, antenata dell'odierna Associazione nazionale carabinieri[31].

## Prima guerra mondiale
(Cesare De Simone, L'Isonzo mormorava. Fanti e generali a Caporetto)

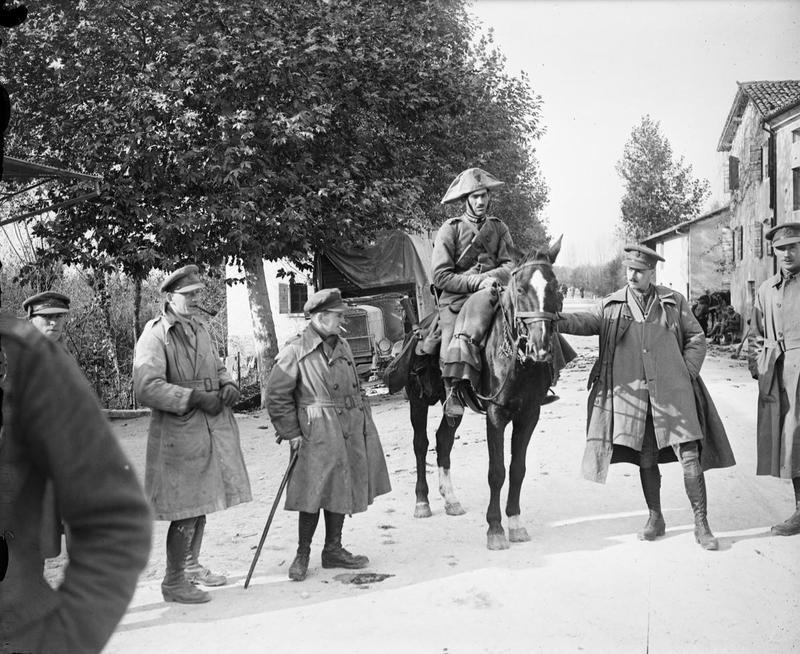
Un carabinieri a cavallo nelle retrovie del fronte con ufficiali inglesi

L'Italia arrivò alla prima guerra mondiale formalmente schierata con la Triplice alleanza ma la promessa di riconoscimenti territoriali da parte della Triplice intesa, dopo un periodo di neutralità, indussero un deciso cambio di fronte.
I carabinieri furono protagonisti di atti di valore e sacrificio (quanto tragicamente inutile) quali l'assalto alla quota 240 del monte Podgora del 19 luglio 1915 ed il mantenimento della posizione in inferiorità numerica ed in condizioni igienico-sanitarie precarie.
Più che come corpo combattente però i carabinieri furono utilizzati nel loro ruolo di polizia militare durante tutto il conflitto. Durante tutte le operazioni belliche furono impiegati nelle fucilazioni, costringendo i soldati delle trincee allo scoperto negli inutili assalti comandati dal generale Cadorna che costarono centinaia di migliaia di morti ai soldati italiani. 
Per scagionarsi Luigi Cadorna (il comandante supremo) non esitò a diffondere un disonorante comunicato che attribuiva la disfatta alla viltà dei soldati, ordinandone la decimazione sul campo, la cui esecuzione ricadde a volte nuovamente sulle spalle dei carabinieri.
Alla fine i Carabinieri morti furono 1423 e 5245 quelli feriti. Anche per onorarli, il 5 giugno 1920 fu concessa alla bandiera dell'Arma la sua prima medaglia d'oro al valore militare.

## Primo dopoguerra

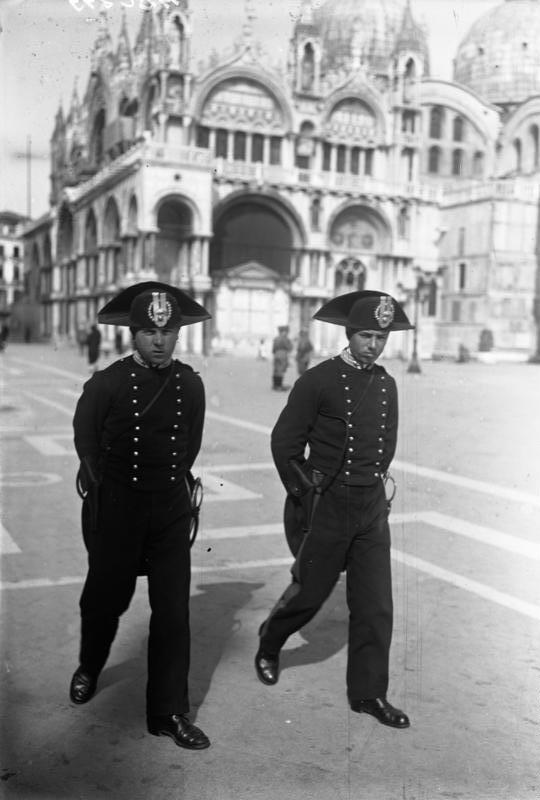
1924:Carabinieri in piazza San Marco (Venezia)

I primi anni del dopoguerra furono caratterizzati da un'accesa contrapposizione politica, fra la sinistra che sognava la Rivoluzione russa dell'ottobre 1917 e il fascismo nascente, registrando numerosi caduti.
Per far fronte ai tumulti il 2 maggio 1920 vengono costituiti i battaglioni mobili, reparti specializzati per affrontare situazioni in cui l'ordine pubblico è minacciato da folle di dimostranti; in altre occasioni i comandanti delle singole caserme dei carabinieri si opposero alle violenze squadriste come avvenne a Cittadella nel Veneto o alle violenze delle Guardie rosse comuniste come nella riconquista di Empoli dove collaborarono con i fascisti.
Salito al potere Mussolini istituì nel dicembre 1922, a fianco dell'Arma dei Carabinieri, la Milizia volontaria per la sicurezza nazionale.
Fu contemporaneamente sciolto il  Corpo della regia guardia per la pubblica sicurezza, con il Corpo degli agenti investigativi che transitava praticamente in blocco nel costituendo "Ruolo specializzato dell'Arma dei carabinieri reali per i servizi tecnici, di vigilanza e di indagini in abito civile", mentre alcune migliaia di regie guardie transitavano nell'Arma.
Questi tornarono nel 1925 nel neocostituito Corpo degli agenti di pubblica sicurezza. Impose, inoltre, lo scioglimento dei Battaglioni mobili (1923) e, nel tempo, una diversa distribuzione delle competenze, accrescendo la consistenza di milizia e polizia nelle città ed estendendo la competenza dei carabinieri nelle zone rurali.
All'interno dei confini nazionali gli anni dal 1924 al 1929 furono anche della guerra alla mafia siciliana combattuta al fianco di Cesare Mori ("il prefetto di ferro"), e dei successi contro i banditi sardi e calabresi.
Con regio decreto n.881 del 1927 fu rideterminata l'organizzazione con sei Ispettorati di Zona e 21 comandi di Legione. 

### L'organico nel 1934
Con il regio decreto 14 giugno 1934, n. 1169, l'organico dell'arma dei reali carabinieri viene rideterminato:
- Comando generale (Roma):
- 2 comandi di divisione: "Pastrengo" (a Milano) e "Podgora" (a Roma);
- 6 comandi di brigata: (1° a Torino, 2° a Milano, 3° a Firenze, facenti parte della Divisione "Pastrengo"; 4° a Roma, 5° a Napoli, 6° a Palermo, facenti parte della divisione "Podgora");
- 20 comandi di legione: Torino, Alessandria, Genova, Milano, Verona, Bolzano, Padova, Trieste, Firenze, Bologna, Ancona, Livorno, Roma, Lazio, Cagliari, Napoli, Bari, Catanzaro, Palermo, Messina;
- 1 legione allievi carabinieri (Roma);
- 1 Scuola centrale CC. RR. (Firenze).

Nel 1936 coniato lo stemma araldico.
Il 6 giugno 1937 venne inaugurato e aperto al pubblico il Museo Storico dell'Arma dei Carabinieri "(...) depositario privilegiato dei cimeli, documenti e ricordi che testimoniano l'azione svolta dall'Arma in pace e in guerra (...)".
La solenne cerimonia si tenne nella palazzina, di piazza del Risorgimento nel rione Prati a Roma, che fino a quel momento aveva ospitato, a partire dal 1906, la Scuola Allievi Ufficiali dei Carabinieri.

### La guerra d'Etiopia

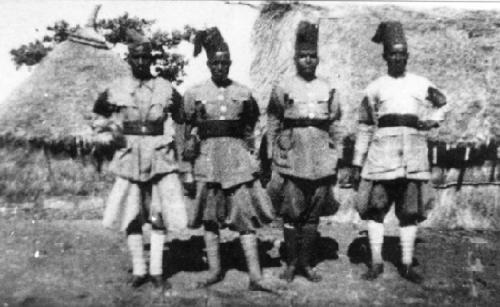
Zaptiè in Somalia nel 1939

Fuori dai confini l'Italia si lanciò nel 1935 nella conquista di un "posto al sole" con la guerra d'Etiopia occupando l'Abissinia creando nel 1936 con Eritrea e Somalia la cosiddetta Africa Orientale Italiana, seguita dall'annessione dell'Abissinia, dove caddero in combattimento 208 carabinieri (distinguendosi soprattutto nella seconda battaglia dell'Ogaden del 1936). In tutti questi teatri i carabinieri prima parteciparono ai combattimenti e poi furono incaricati di estendere nei nuovi possedimenti la loro struttura territoriale per garantire la sicurezza e la convivenza pacifica.

Per il valore dimostrato alla bandiera dell'Arma dei Carabinieri fu concessa la prima croce di cavaliere dell'ordine militare d'Italia.
Con l'intervento dell'Italia nella guerra di Spagna, con il Corpo Truppe Volontarie erano presenti 500 carabinieri al comando di un colonnello, con compiti di polizia militare, ed ebbero 9 carabinieri morti e 33 feriti.
Merita di essere ricordata anche una nuova missione all'estero nel 1935 per garantire la regolarità del referendum sull'Autodeterminazione della Saar.

## La seconda guerra mondiale

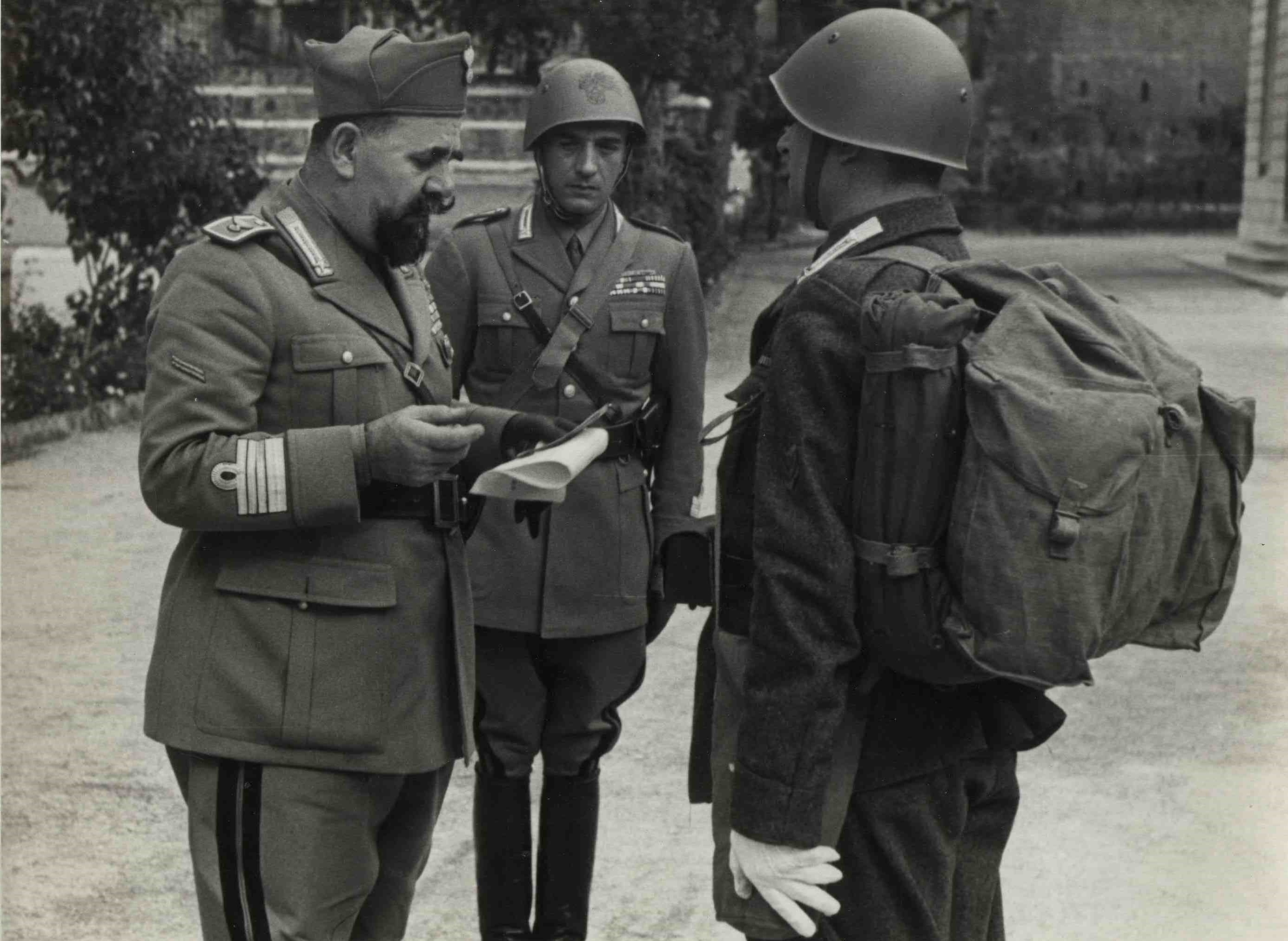
Carabinieri mobilitati per il fronte nel 1940

In seguito alla dichiarazione di guerra del giugno 1940 di Mussolini a Francia e Regno Unito, i carabinieri combatterono su vari fronti: Africa Orientale e Settentrionale, Balcani, Grecia, Russia. Tra i tanti episodi si ricordano soprattutto le battaglie:
- di Culqualber in Abissinia (21 novembre 1941) dove il 1º Gruppo Mobilitato dei Carabinieri, senza munizioni e senza rifornimenti da mesi, si immolò quasi interamente combattendo all'arma bianca contro gli inglesi che alla fine gli tributarono l'onore delle armi.
- di Eluet El Asel (19 dicembre 1941) dove 400 paracadutisti dei carabinieri appiedati fermarono l'avanzata inglese dando il tempo al grosso dell'armata italo-tedesca di ritirarsi in buon ordine.

Numerosi furono anche gli atti di coraggio dei singoli come quello del carabiniere Giuseppe Plado Mosca che ad Arbuzovka (in Russia), trascinò con il suo esempio i soldati italiani prostrati dal freddo e dalla fame fino a rompere l'accerchiamento delle truppe russe (22 dicembre 1942), riprendendo la loro disperata ritirata.
Quando Mussolini rassegnò le sue dimissioni nelle mani del Re Vittorio Emanuele III il 25 luglio 1943 dopo essere stato messo in minoranza nella seduta del Gran consiglio del fascismo della notte precedente, uscendo dal Quirinale trovò alcuni carabinieri ad attenderlo per arrestarlo. Furono i carabinieri a tenere in arresto Mussolini sul Gran Sasso fino alla sua liberazione ad opera di paracadutisti tedeschi.
Il Comando generale dell'Arma, prevedendo i tempi difficili che si stavano avvicinando, già il 10 luglio avevano emanato una direttiva che, richiamando il Diritto Bellico Internazionale, ricordava che in qualsiasi circostanza
1. i carabinieri della territoriale devono espletare i loro compiti istituzionali rimanendo al loro posto a fianco della popolazione civile ed assicurare la protezione degli impianti industriali e di pubblica utilità
2. i carabinieri assegnati alle unità delle forze armate devono seguirne la sorte.

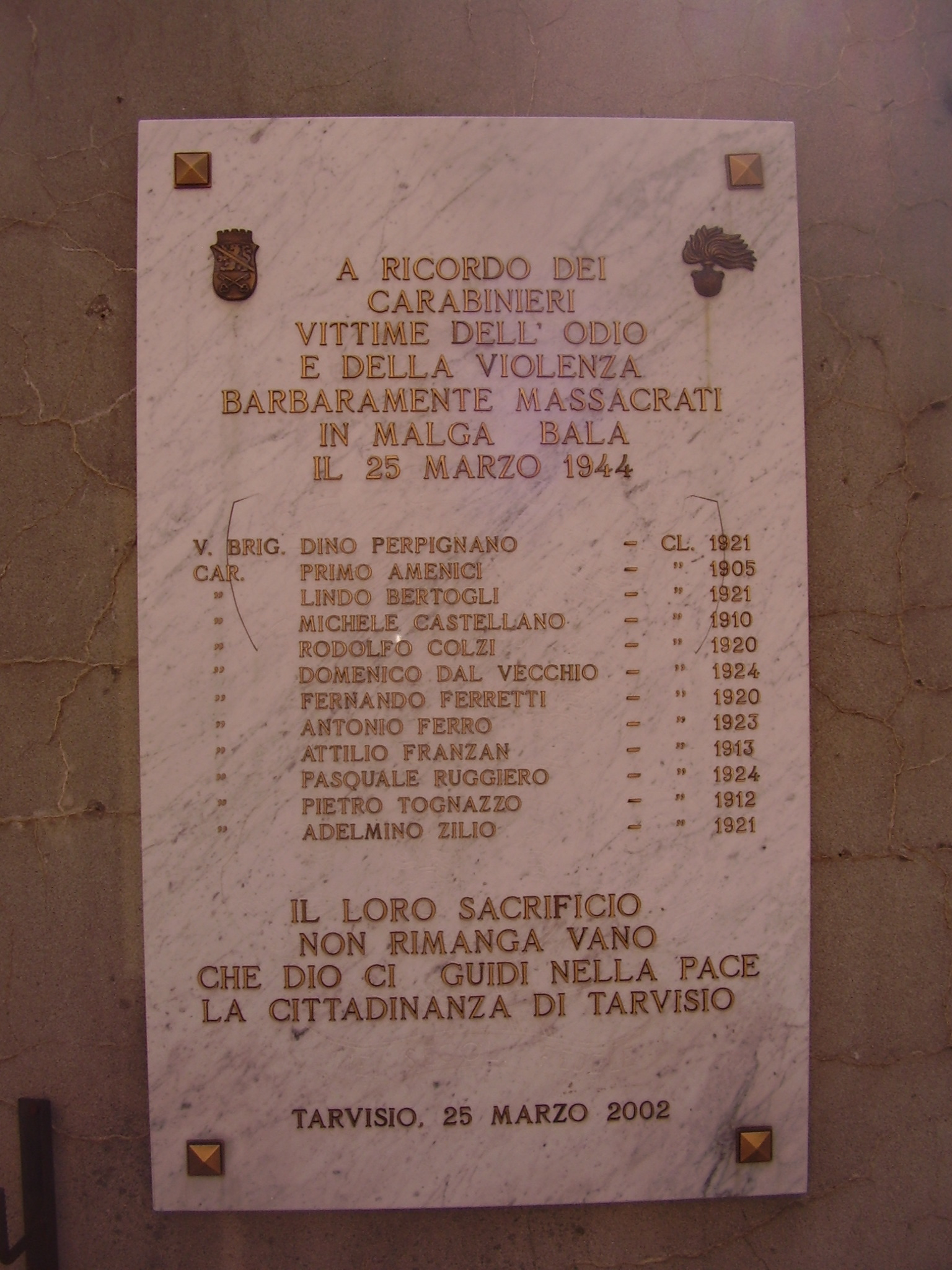
Lapide commemorativa dei 12 Carabinieri massacrati nel 1944 dai titini a Bretto di Sotto nel Tarvisiano

### La resistenza
Arrivò l'8 settembre 1943 e l'armistizio con gli Alleati a cui seguirono momenti di grande confusione di cui seppero far tesoro i tedeschi che, meglio organizzati, armati e soprattutto informati, in pochi giorni catturarono e deportarono migliaia di carabinieri italiani, in particolare si ricorda la deportazione del 7 ottobre 1943 di circa 2500 Carabinieri stanziati a Roma che, senza ordini ed abbandonati a sé stessi, non sapevano cosa fare. A Cefalonia la Divisione Acqui fu quasi annientata, le sei divisioni destinate alla difesa di Roma si dissolsero e gli unici a mantenere le loro posizioni furono il Battaglione Allievi Carabinieri ed i Granatieri di Sardegna.
Nei territori controllati dalla RSI I carabinieri nel dicembre 1943 furono inquadrati all'interno della Guardia nazionale repubblicana.
Nonostante il clima confuso i carabinieri per la maggior parte rimasero al loro posto. Alcuni di essi, dietro la veste istituzionale, erano anche partigiani e fiancheggiavano o capeggiavano intere formazioni, e contribuirono alla Resistenza (La sola Banda Caruso all'inizio del 1944 ne raccoglieva ben 5.766). Gli esempi del loro spirito di abnegazione sono innumerevoli: Salvo D'Acquisto e Giotto Ciardi, i carabinieri delle stazioni di Fiesole e di San Benedetto del Tronto, i 12 Carabinieri del presidio di Bretto di Sotto.
Alla fine della guerra tra i carabinieri si contarono 4.618 caduti, 15.124 feriti e 578 dispersi. Di questi 2.735 perirono durante la Resistenza e la Lotta di Liberazione ed altri 6.521 restarono feriti. Per il contributo dato alla Resistenza, il 2 giugno 1984 alla bandiera dell'Arma dei Carabinieri è stata concessa la terza medaglia d'oro al valor militare.

## Secondo dopoguerra
Finita la guerra i carabinieri soffrivano profondi problemi di organizzazioni, dovuti anche alle difficoltà indotte dalla ricompattazione dopo lo smembramento del periodo 1943-1945 da cui avevano difficoltà ad uscire. Dopo il referendum del 2 giugno 1946 cambiarono denominazione da "Carabinieri Reali" a "Arma dei Carabinieri".
Dopo aver affrontato gli scontri di piazza dell'immediato dopoguerra ed il terrorismo separatista alto atesino e il banditismo siciliano, negli anni sessanta è nominato comandante generale il generale Giovanni De Lorenzo che avviò piani di riorganizzazione dell'Arma, al fine di renderla più adeguata a fronteggiare le minacce del terrorismo eversivo e della criminalità organizzata.

### Fine anni '40 e anni '50 e terrorismo separatista
La fine della guerra portò strascichi di odio che, per via delle tante armi ancora in circolazione, facilmente si trasformava in efferata violenza. Nella loro lotta quotidiana per il mantenimento dell'ordine e della sicurezza pubblici, nel 1946 ben 101 carabinieri furono uccisi in servizio ed altri 757 furono feriti.

Per fronteggiare la difficile situazione, i carabinieri ricostituirono i loro Battaglioni mobili composti da un totale di 9.000 uomini.
In ossequio ai risultati del referendum del 2 giugno, il 13 successivo re Umberto II lascia l'Italia non prima di aver sciolto i Carabinieri Reali dal particolare giuramento di fedeltà che li legava alla sua persona.

L'Esercito Regio rinasce nell'Esercito italiano e l'Arma dei Carabinieri Reali venne rinominata "Arma dei Carabinieri", prima Arma del nuovo Esercito.
L'8 dicembre del 1949 è un'altra data simbolica per i carabinieri: papa Pio XII, su richiesta del monsignor Carlo Alberto di Cavallerleone (ordinario militare), proclama la Madonna Virgo Fidelis patrona dei carabinieri e fissa al 21 novembre la ricorrenza (anniversario della battaglia di Culquaber).
Quelli erano anche gli anni del terrorismo promosso dal separatismo alto atesino del Comitato per la liberazione del Sudtirolo e del banditismo siciliano di Salvatore Giuliano. I carabinieri risposero a questa sfida formando la Compagnia speciale antiterrorismo a Nord e partecipando, insieme alla Polizia, al Corpo forze repressione banditismo del colonnello dell'Arma Ugo Luca sull'isola. Alla lotta parteciparono attivamente anche reparti dell'Esercito.
In entrambi i casi vi furono svariati attentati contro le caserme e le pattuglie dei carabinieri.
Nel 1950 fu costituito il Gruppo Carabinieri Somalia nel corso dell'amministrazione fiduciaria italiana del paese africano inquadrato nel contingente delle FFAA italiane. Appartenente alla Legione CC di Napoli, restò fino al 1960.

### 1962-1966: Giovanni De Lorenzo riorganizza ed ammoderna l'Arma
Nel 1962 Giovanni De Lorenzo è nominato comandante generale dell'Arma.
Assunto il comando dell'Arma, presiedette la prima riunione dello stato maggiore confrontandosi con una variegata compagine di ufficiali che, anche nelle uniformi descrivevano le condizioni di confusione nella quale comandi, strutture e procedure dei carabinieri si trovavano da dopo la disfatta bellica, facendo fatica a riorganizzarsi: la guerra persa, nonostante fossero passatati quasi 20 anni, sortiva ancora effetti di non poca gravità, sia nelle esigenze di ricostruzione e riorganizzazione, sia nelle ambasce economiche, che costringevano lo Stato a fare affidamento sui prestiti americani.
Cominciò, così, con l'uniformazione delle uniformi e la richiesta allo staff dello stato maggiore di indicare le ortodosse uniformi ordinarie per ufficiali, sottufficiali e truppa. Proseguì snellendo la burocrazia e l'amministrazione e curò particolarmente la formazione destinando i suoi migliori ufficiali, per periodi più o meno lunghi, alle scuole così che fossero, usando una sua espressione, più preparate a prepararli.
Approfittando della recrudescenza della criminalità nelle città, rinegoziò l'accordo Carcaterra che destinava i Carabinieri alle zone rurali e la Polizia alle aree metropolitane, creò le gazzelle, intuì l'importanza dell'uso degli elicotteri non solo per assolvere compiti militari ma anche di ordine pubblico (soprattutto il contrasto al brigantaggio) e pensò anche ad un numero unico di pronto intervento che non riuscì a realizzare solo per problemi tecnici.

Si presentava nel cuore della notte nelle stazioni periferiche per vedere come veniva interpretato il principio del sempre in servizio, concedeva inattese licenze premio ai meritevoli ma comminava anche dolorose punizioni.

Dettò anche le specifiche tecniche per i fornitori allo scopo di adeguare e rinnovare l'armamento in uso.
Non trascurò neppure la componente militare, con la creazione della "XI brigata meccanizzata", ottenuta riorganizzando i battaglioni mobili, che venne armata con 100 carri M47, 130 autoblindo M6 ed M8 e numerosi veicoli corazzati M113. Volle anche la ricostituzione del battaglione carabinieri paracadutisti.
La fine degli anni sessanta videro i vertici dell'Arma dei Carabinieri al centro dell'inchiesta relativa al cosiddetto Piano Solo dalla quale uscirono assolti in tutti e tre i gradi di giudizio.

### Anni '70 ed anni '80: contrasto al terrorismo eversivo
A partire dalla fine degli anni sessanta e soprattutto settanta, l'Arma è impegnata nella repressione dal terrorismo. Per contrastarlo adeguatamente il corpo rinnovò la sua struttura organizzativa e così nacque il nucleo speciale antiterrorismo (22 maggio 1974).
Il carabiniere più noto fra quelli impegnati nel contrasto al terrorismo eversivo di quegli anni è certamente Carlo Alberto dalla Chiesa che ebbe, tra l'altro, il merito di intuire che per combattere i terroristi occorreva conoscerne i metodi ed adeguare le tecniche di contrasto. Si cominciò con la creazione del nucleo speciale antiterrorismo dei carabinieri con sede a Torino e da lui diretto che ben presto ampliò il suo raggio di azione prima sul Piemonte e poi sulla Liguria. Con pazienti attività di indagine, infiltrando carabinieri nei gruppi fiancheggiatori e simpatizzanti (centri sociali, università, collettivi, ecc.) e dopo aver ottenuto il pentimento di Patrizio Peci, in pochi mesi azzerò GAP e NAP e scompaginò l'organigramma brigatista arrestandone anche i capi storici (Renato Curcio ed Alberto Franceschini) già nel settembre 1974.
Felice Maritano, classe 1919, aveva combattuto in Africa e, come tanti altri carabinieri, anche nella Guerra di Liberazione meritandosi numerose decorazioni. Nel 1974 chiese di entrare a far parte del gruppo che il generale Carlo Alberto dalla Chiesa stava costituendo. In considerazione della sua grande esperienza la sua richiesta fu soddisfatta diventandone subito una delle figure chiave contribuendo in modo determinante alle indagini che portarono alla cattura di Curcio e Franceschini. Studiando il materiale rinvenuto nel loro covo si riuscì a scoprirne un altro a Robbiano di Mediglia che trovarono vuoto ma non abbandonato, così Maritano si offre per partecipare alla sua sorveglianza per catturare i tre terroristi che si era capito lo frequentassero.
Dopo giorni di appostamenti i brigatisti finalmente si presentano separatamente: alle 13:00 del 14 luglio 1974 è arrestato il terrorista Bassi, alle 21:30 anche Bertolazzi. Entrambi sono bloccati prima di poter impugnare le pistole con il colpo in canna che portavano addosso. All'appello mancava solo Ognibene che arriva alle 03:30 del mattino dopo. In qualche modo si accorge della trappola e scappa per le scale inseguito dai militari, che gli intimano di fermarsi. Per tutta risposta Ognibene esplode alcuni colpi di pistola che colpiscono Maritano, il quale continua l'inseguimento sorpassando un altro dei carabinieri e risponde al fuoco.

Ognibene, ferito, stramazza al suolo. Maritano gli si accascia accanto non prima di aver esortato i due colleghi che sopraggiungono di occuparsi del terrorista. Ognibene si salverà. Maritano morì durante il trasporto in ospedale lasciando la moglie e quattro figli. Il suo fu un funerale blindato, presenti le massime autorità delle Istituzioni con i muri della chiesa e delle strade vicine sporcate da scritte ingiuriose e minacciose.
L'allora tenente Umberto Rocca nel giugno 1975 era comandante in sede vacante della compagnia di Acqui Terme. Il 5 del mese stava perlustrando le colline di Melazzo insieme al maresciallo Rosario Cattafi ed agli appuntati Giovanni D'Alfonso e Pietro Barberis. Cercavano il covo dove era tenuto sequestrato Vittorio Vallarino Gancia, figlio del proprietario della nota casa vinicola, rapito il giorno prima da un commando di cinque brigatisti rossi guidato da Margherita Cagol con lo scopo di estorcere denaro alla sua facoltosa famiglia per finanziare l'organizzazione. Controllando un casolare isolato sulle colline di Arzello, i carabinieri alle 11:30 sono accolti dal lancio di una bomba a mano. Rocca, investito in pieno dalla deflagrazione, perderà un braccio e un occhio; schegge ferirono anche Cattafi. Nonostante le gravissime ferite, Rocca rifiutò di essere soccorso dagli altri carabinieri ordinando loro di proseguire l'azione. Nel successivo conflitto a fuoco perirono il D'Alfonso, raggiunto da diversi colpi di arma da fuoco (morirà dopo alcuni giorni di agonia), e Margherita "Mara" Cagol (compagna di Renato Curcio), mortalmente ferita dopo aver tentato di fuggire insieme ad un altro brigatista. Nel casolare i carabinieri trovarono poi Gancia incolume. A Umberto Rocca sarà assegnata una Medaglia d'Oro al Valor Militare che, unitamente a quella assegnata nel 1999 al Luogotenente Marco Coira, sono le uniche due assegnate a carabinieri ancora in vita nel dopoguerra.
Il 31 dicembre 1980, a Roma, viene assassinato dai brigatisti Enrico Galvaligi, generale dell'arma e responsabile dell'ufficio coordinamento delle carceri, come rappresaglia per l'azione delle forze speciali che avevano sedato la rivolta nel carcere speciali di Trani.

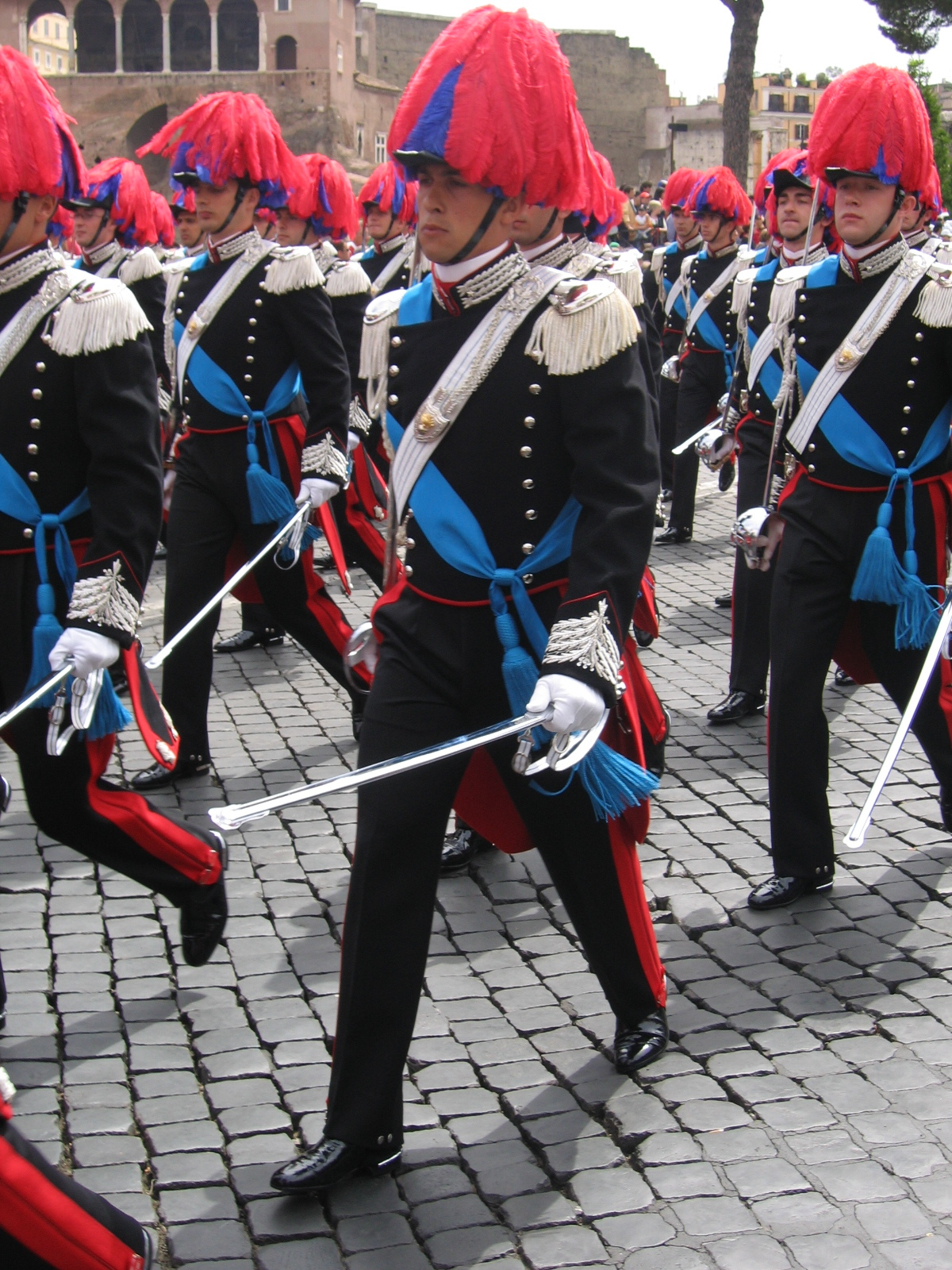
Ufficiali alla parata del 2 giugno 2006 per la festa della Repubblica Italiana, Roma

### Contrasto alla criminalità organizzata
Sul fronte della lotta alla criminalità organizzata sempre i Carabinieri arrestarono prima Luciano Liggio primo capo dei "corleonesi", poi Raffaele Cutolo, fondatore e capo della Nuova Camorra Organizzata, e poi anche Totò Riina, capo indiscusso di cosa nostra siciliana. Il generale Carlo Alberto dalla Chiesa venne nominato nel 1982 Prefetto di Palermo per contribuire alla lotta al fenomeno mafioso.
Menzione va fatta anche per il reparto del ROS denominato CRIMOR - Unità Militare Combattente, impiegato dal 1992 al 1997 nella ricerca e la cattura di primari latitanti italiani.

### Carabinieri e catastrofi naturali
Nel secondo dopoguerra, così come già prima, i Carabinieri sono sempre stati in prima linea nel soccorso delle popolazioni civili vittime di catastrofi naturali meritandosi importanti riconoscimenti:
- 1951: alluvione del Polesine (Medaglia d'Oro al Valor Civile)
- 1956: il tragico inverno che flaggello l'Italia (Medaglia d'Oro al Valor Civile)
- 1963: disastro del Vajont (medaglia d'argento al valor civile)
- 1966: alluvione di Firenze (medaglia d'oro al valor civile)
- 1976: terremoto del Friuli (medaglia d'oro al valor dell'esercito)
- 1980: terremoto dell'Irpinia (medaglia d'oro al valor dell'esercito)
- 1994: alluvione del Piemonte dell'Emilia-Romagna (medaglia d'oro al valor civile)

senza dimenticare tutte le catastrofi naturali minori che troppo spesso colpiscono l'Italia e vedono i Carabinieri della territoriale tra i primi soccorritori ed un sicuro punto di riferimento nell'organizzazione degli aiuti.

### Carabinieri in missione all'estero

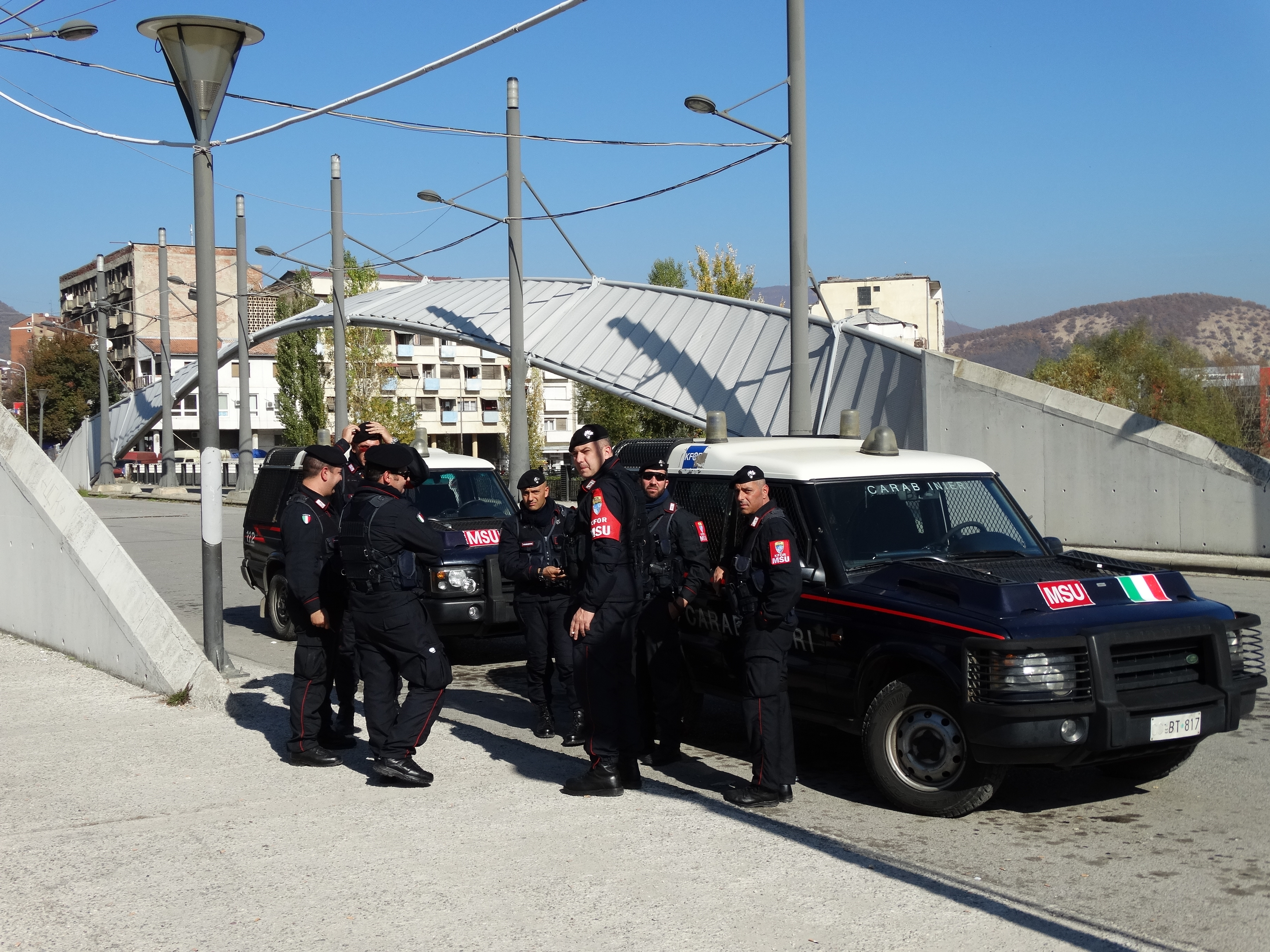
Carabinieri in missione in Kosovo

Nel dopoguerra, ed in special modo negli ultimi anni, i Carabinieri sono stati chiamati frequentemente a partecipare a missioni operative all'estero rinnovando una tradizione che risale al lontano 1855, distinguendosi sempre per la loro capacità di assolvere compiti sia militari che di polizia.
Particolarmente significativo è il contributo assicurato dall'Arma con i Reggimenti MSU (Multinational Specialized Unit) operanti nei Balcani nell'ambito delle missioni NATO, la cui origine risiede nella necessità di colmare il security gap, ovvero l'area grigia tra la missione militare e le forze di polizia civile che spesso non sono in grado o non intendono intervenire in operazioni di ordine pubblico.
A partire dal 1982 sono stati in Libano, Somalia, Bosnia ed Erzegovina, Kosovo, Cambogia, Timor Est, Mozambico, Afghanistan ed Iraq, solo per citare le missioni più importanti.
Oggi i carabinieri impegnati all'estero sono ben oltre mille.
Anche in questo tipo di attività il debito di sangue pagato è stato notevole.

## Anni 2000 e la trasformazione in Forza armata autonoma
Fino all'anno 2000 l'Arma era parte integrante dell'Esercito Italiano con il rango di "arma" (definita «prima arma dell'Esercito»); attraverso l'art. 1 della legge delega 31 marzo 2000, n. 78 i Carabinieri vengono elevati a forza armata autonoma, nell'ambito del Ministero della difesa.
Ciò permise anche all'Arma dei Carabinieri di avere come Comandante generale un Ufficiale generale proveniente dai suoi ranghi. Il primo comandante generale, proveniente dalle sue stesse fila, è stato nel 2004 il generale di corpo d'armata Luciano Gottardo. In precedenza il comandante generale dell'Arma era tratto da Ufficiali Generali in possesso di peculiari caratteristiche provenienti dall'Esercito.

### L'assorbimento del Corpo forestale
Nel 2016 con il decreto legislativo n.177/2016 "Disposizioni in materia di razionalizzazione delle funzioni di Polizia e assorbimento del Corpo Forestale dello Stato", entrato in vigore il 13 settembre 2016, l'Arma dei Carabinieri ha incluso funzioni e personale del Corpo Forestale dello Stato.
La soppressione del Corpo forestale e l'assorbimento nell'Arma, con la nascita del Comando unità per la tutela forestale, ambientale e agroalimentare si è concluso il 1º gennaio 2017.

## Specialità
Nel suo continuo processo di adeguamento per contrastare la criminalità che estende il suo operato in campi sempre nuovi, l'Arma dei Carabinieri nel corso degli anni ha creato nuclei specializzati nei diversi tipi di reato, tra i quali:
- 15 ottobre 1962: Comando carabinieri per la tutela della salute
- 1º giugno 1965: Servizio aereo carabinieri
- 3 maggio 1969: Comando carabinieri per la tutela del patrimonio culturale
- 18 ottobre 1977: Gruppo di intervento speciale
- 1º maggio 1982: Comando carabinieri Banca d'Italia
- 8 luglio 1986: Comando carabinieri per la tutela dell'ambiente
- 19 ottobre 1992: Comando carabinieri antifalsificazione monetaria
- 5 dicembre 1994: Comando carabinieri politiche agricole
- 1º ottobre 1997: Comando carabinieri per la tutela del lavoro
- 25 ottobre 2016: Comando unità per la tutela forestale, ambientale e agroalimentare